# غابرييل روفيان
غابرييل روفيان روميرو (بالكتالونية: Gabriel Rufián i Romero) (مواليد 8 فبراير 1982 في سانتا كولوما دي جرامانيت) سياسي وناشط اجتماعي إسباني كتالوني سيادي. انضم في 2013 إلى حركة «انضم» (Súmate) الاجتماعية المطالبة بحق كتالونيا في تقرير مصيرها. انتخب نائبا في البرلمان الإسباني كرأس لائحة حزب اليسار الجمهوري لكتالونيا (ERC) سنة 2015 وكان الناطق الرسمي باسم الفريق البرلماني لليسار الجمهوري. أعيد انتخابه في انتخابات 2019 العامة التي حقق فيها حزبه 13 مقعدا في الكورتيس.
يتميز غابرييل روفيان بين جيل السياسيين السياديين الكتالونيين بأصله غير الكتالوني، فهو من جيل أبناء المهاجرين الأندلسيين في كتالونيا الناطقين بالإسبانية الذين اعتنقوا الأفكار السيادية الكتالونية. يعتبر أيضا من السياسيين الاستثنائيين الذين حققوا صعودا هائلا في المشهد السياسي، بحيث استطاع، في سن 33، أن يكون الناطق باسم أهم التيارات السياسية الانفصالية في البرلمان الإسباني وهو الذي كان، سنوات قليلة قبل ذلك، إسما مجهولا ومجرد ناشط في الشبكات الاجتماعية.

## حياته
ينحدر غابرييل روفيان من أسرة عمالية أندلسية استقرت في كتالونيا في النصف الأول من القرن العشرين ترجع أصولها إلى منطقتي ألكاوديتي بخايين وتورون بغرناطة. نشأ روفيان في الأحياء الشعبية العمالية في سانتا كولوما دي جرامانيت وبادالونا، في أوساط نشيطة سياسيا ونقابيا ويغلب عليها الفكر اليساري. كان غابرييل في طفولته شديد التاثر بجده المتقاعد والذي كان يصحبه إلى مجالسه مع أصدقائه التي تغلب عليها النقاشات السياسية.
اتجه غابرييل في المرحلة الجامعية لدراسة العلاقات المهنية والموارد البشرية وحصل على شهادة الماجستير في تدبير الموارد البشرية من جامعة بومبيو فابرا في برشلونة.
قبل انخراطه في السياسة، عمل غابرييل لمدة عشر سنوات في مجموعة من المهن المتواضعة عبر شركات العمل المؤقت: حمال في المعارض، بائع في متاجر إيلكورتي إينغليس و إتش أند أم للملابس، قبل أن يشتغل كموظف موارد بشرية في شركة صناعة تعدينية.

## مؤلفاته
- أن تكون يساريا يعني أن تكون آخر من في الطابور (وأن تكون واعيا بذلك)، 2019، (Ser de izquierdas es ser el último de la fila (y saberlo، دار النشر تشالابارتا، برشلونة.

## روابط خارجية
- غابرييل روفيان على موقع IMDb (الإنجليزية)